# 高博文
高博文（1970年1月—），上海人，中國共產黨黨員，評彈演員，上海评弹团团长。

## 生平
高博文從小在虹口區山阴路生活，毕业于北虹中学。1987年，高博文考入上海戏曲学校评弹班。1991年毕业后进入上海评弹团 ，从师饶一尘、陈希安、赵开生等人。